# Amanavil
Amanavil (ou Amanaveil, Amalive) est un village du Cameroun situé dans le département du Manyu et la Région du Sud-Ouest, à proximité de la frontière avec le Nigeria. Il fait partie de la commune d'Akwaya.

## Population
Lors du recensement de 2005, Amanavil comptait 564 habitants.
C'est l'une des rares localités où on parle l'eman, une langue bantoïde méridionale, dite « tivoïde », en voie de disparition. Le parler local porte parfois le nom d' « amanavil », considéré comme un dialecte de l'eman.